# Missbrauchsfälle im Stift Kremsmünster

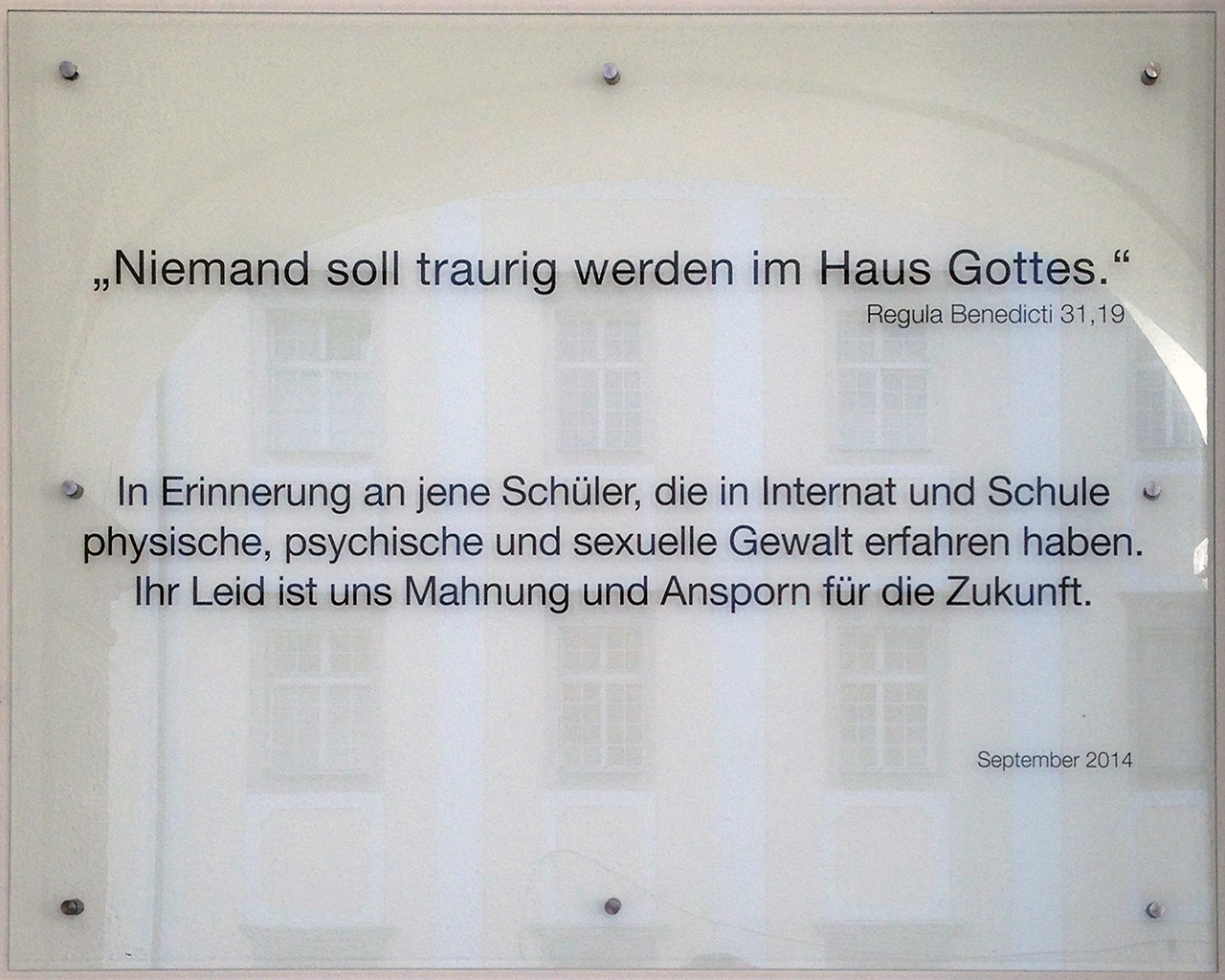
Gedenktafel für die Betroffenen physischer, psychischer und sexueller Gewalt

Die Missbrauchsfälle im Stift Kremsmünster sind zahlreiche Fälle sexueller, physischer und psychischer Gewalt am Stiftsgymnasium Kremsmünster, die in einem Zeitraum von 1950 bis 2005 geschahen und seit 2010 untersucht wurden. Im Zuge der kirchenrechtlichen Aufarbeitung wurden drei Patres des Stifts Kremsmünster wegen sexuellen Missbrauchs belangt. Der Haupttäter Alfons Mandorfer wurde in einem staatlichen Gerichtsverfahren zu zwölf Jahren Haft verurteilt. Eine wissenschaftliche Studie ermittelte weitere 21 Personen (darunter auch vier weltliche Lehrer) im Zusammenhang mit gewalttätigen und pädosexuellen Übergriffen. Ein Großteil der Taten wurde sieben ehemaligen Präfekten zugeschrieben, die in den 1970er bis 1990er Jahren im Konvikt und Gymnasium systematisch erzieherischen Missbrauch praktizierten.
Die Zahl der Betroffenen wurde im Rahmen der Untersuchungen mit 94 ehemaligen Schülern beziffert. Bei den strafrechtlichen Ermittlungen gegen den Haupttäter waren 24 Opfer involviert. Aufgrund des langen Tatzeitraums und der hohen Täterzahl ist mit einer erheblichen Dunkelziffer zu rechnen.

## Gewaltformen
Im Rahmen der staatsanwaltlichen Ermittlungen und der folgenden wissenschaftlichen Untersuchungen wurden zahlreiche Formen der sexualisierten, physischen und psychischen Gewalt im Schul- und Internatsalltag dokumentiert. Konkret reichen die Fälle sexuellen Missbrauchs von gemeinsamen Duschen, Manipulationen an den Geschlechtsorganen bis hin zu analer und oraler Vergewaltigung, die Fälle der physischen Misshandlung von sadistisch motivierten Quälereien, leichter und schwerer Körperverletzung bis hin zu Züchtigungen mit einer Ochsenpeitsche. Auch psychische Übergriffe wie öffentliche Demütigungen, gefährliche Drohung oder die Erklärung zum „Vogelfreien“ gehörten zu den Einschüchterungsmaßnahmen, genauso wie die ritualisierte und instrumentalisierte Gewalt unter den Schülern selbst. Der letzte dokumentierte Fall sexueller Übergriffe reichte bis ins Jahr 2001, der damalige Täter wurde in der Folge im Jahr 2005 aus dem Schuldienst abgezogen.

## Ermittlungen und Gerichtsverfahren

### Ermittlungen der Polizei und der Staatsanwaltschaft
Die Vorfälle führten bereits in den Jahren 2001 und 2008 zu polizeilichen Ermittlungen gegen einige Patres, gelangten jedoch erst im März 2010 durch einen Zeitungsbericht in den Oberösterreichischen Nachrichten an die Öffentlichkeit. Dies führte in der Folge auch zu weiteren staatsanwaltlichen Ermittlungen gegen insgesamt elf Personen, die in den 1970er bis 2000er Jahren als Lehrer am Gymnasium und Erzieher im Internat und Tagesheim tätig waren. Zwei Verfahren wegen sexuellen Missbrauchs sowie acht weitere Ermittlungen wegen Körperverletzung und psychischen Missbrauchs wurden aufgrund von Verjährung oder der geringfügigen strafrechtlichen Relevanz der Straftaten eingestellt. Verjährungen dieser und ähnlich gelagerter Fälle entstehen durch die häufige Praxis der Vertuschung, insbesondere durch Vorgesetzte.

### Kirchenrechtliche Maßnahmen
Der Haupttäter, der ehemalige Konviktsdirektor Pater Alfons (August Mandorfer), schied im März 2012 nach einem kirchenrechtlichen Verfahren aus dem Ordensverband aus und wurde im April 2012 von Papst Benedikt XVI. laisiert. Ein weiteres kirchenrechtliches Verfahren gegen Pater Benedikt, der bereits in den 1970er Jahren aus dem Internat abgezogen wurde, aber noch bis zu seiner Pensionierung in den 1990er Jahren am Gymnasium unterrichtete, führte zu nicht näher definierten internen Auflagen. Das kirchenrechtliche Verfahren gegen den bereits im Jahr 2005 aus dem Schuldienst entfernten Pater Petrus wurde laut einer Stellungnahme des Stifts Ende 2013 mit der Auflage abgeschlossen, sein Diakonat für fünf Jahre nicht auszuüben.

### Verurteilung im staatlichen Gerichtsverfahren
Der Haupttäter August Mandorfer wurde nach dreijähriger Ermittlungszeit am 3. Juli 2013 vom Landesgericht Steyr wegen des nachweislichen Missbrauchs von 24 ehemaligen Zöglingen zu zwölf Jahren Haft verurteilt. Am 28. Oktober 2014 wies der Oberste Gerichtshof eine Nichtigkeitsbeschwerde Mandorfers zurück und bestätigte damit den Schuldspruch. Das Oberlandesgericht Linz bestätigte am 29. Jänner 2015 das endgültige Strafmaß von 12 Jahren und verwies die Betroffenen bezüglich Schadensersatz auf den Zivilrechtsweg.

## Reaktionen

### Betroffene
Am 11. März 2010 berichteten die Oberösterreichischen Nachrichten über die Aussage eines ehemaligen Zöglings, in den 1980er Jahren seien Schüler am Stiftsgymnasium von drei Erziehern geschlagen und sexuell gedemütigt worden. Am selben Tag bestätigten weitere ehemalige Zöglinge den Bericht und schilderten eigene Erfahrungen von sexuellem Missbrauch und Misshandlung am Stiftsgymnasium mit konkreten Details. Ehemalige Schüler begannen sich in einem spontan gegründeten Internetforum zu organisieren und ihre Erfahrungen auszutauschen. Daraufhin meldeten sich dutzende Betroffene bei den zuständigen Polizei- und Justizbehörden und der diözesanen Kommission, was letztendlich zu staatsanwaltschaftlichen Ermittlungen führte.
Bei einem vom Stift organisierten Treffen im Januar 2012 forderten Betroffene folgende Maßnahmen zur Aufarbeitung: offenes Eingeständnis der Mitwisserschaft, Einrichtung eines selbstverwalteten Opferfonds, Errichtung eines Mahnmals auf dem Stiftsgelände und die historisch-wissenschaftliche Dokumentation der Missbrauchsfälle seit 1945. Nach Auffassung einiger Teilnehmer sagte Abt Ambros Ebhart im Rahmen des Treffens zu, die Umsetzung dieser Punkte (mit Ausnahme des Opferfonds) bis zum 15. April 2012 in Abstimmung mit den Betroffenen auszuarbeiten.
Am Karfreitag 2012 schrieb Abt Ambros einen Brief an die Betroffenen, seine Stellungnahme war für die Betroffenen jedoch nicht zufriedenstellend. Im Dezember 2012 brachten daher zwei der damaligen Teilnehmer eine Feststellungsklage gegen das Stift ein, um vor Gericht die Umsetzung der genannten Maßnahmen zur Aufarbeitung zu erreichen. Abt Ambros erklärte dazu in einem Interview mit der Zeitschrift Profil: „Wir sind an einer wissenschaftlichen Aufarbeitung der bedauerlichen Vorfälle interessiert, aber lassen uns diese nicht diktieren.“ Die Klage wurde letztendlich abgewiesen. Das Gericht war der Auffassung, eine Zusage des Abtes sei von diesem nur erwogen worden, die Kläger hätten seine Worte irrig als Zusage interpretiert.
Zwei weitere Missbrauchsopfer verklagten das Stift zur Zahlung von Schadenersatz. Es ging bei diesen Prozessen unter anderem auch darum, die Verantwortung des Klosters unabhängig von den Verjährungsfristen und den bereits geleisteten Teilzahlungen über die Klasnic-Kommission zu klären. Ein möglicher Erlös aus einer der beiden Klagen sollte einer gemeinnützigen Opferschutzorganisation gespendet werden.
Am 21. März 2013 fand auf Initiative ehemaliger Schüler im Wissensturm in Linz ein Symposium zur Causa Kremsmünster statt, bei dem Experten wie der Autor Andreas Huckele, der Historiker Michael John, der Jurist Alois Birklbauer, die Psychiaterin Heidi Kastner sowie der Psychologe Josef Christian Aigner die Maßnahmen zur Aufarbeitung der Missbrauchsfälle diskutierten.

### Stift
Das Stift suchte nach Aufkommen der Fälle das Gespräch mit den Betroffenen, es wurde mit externen Experten und der diözesanen Kommission für diese Belange zusammengearbeitet. Aktualisierungen im Aufarbeitungsprozess gab das Stift über Homepage und diverse Medien bekannt. Das Thema wurde mit den gegenwärtigen Schülern besprochen, die Eltern einbezogen. Im Mai 2011 wurde im Theatersaal des Stifts Kremsmünster Felix Mitterers Stück Die Beichte aufgeführt.
Die Forderungen der Betroffenen enthielten laut dem Pressesprecher Pater Bernhard Eckerstorfer einige Anliegen, die das Stift ohnehin teile oder bereits umsetzt habe. Man habe bereits „namhafte Beträge“ ausbezahlt und arbeite vorbehaltlos mit der Klasnic-Kommission zusammen. Zur Forderung eines Mahnmals sagte Eckerstorfer, man habe ein „lebendiges Mahnmal“ in Form eines pädagogischen Symposiums ins Leben gerufen. Dieses fand im November 2012 in Gestalt eines Lehrerfortbildungsseminars zum Thema „Feedbackkultur“ im Wintersaal des Stifts statt.
Bis Anfang 2013 bezahlte das Stift über die Stiftung Opferschutz insgesamt 500.000 Euro Entschädigung und 200.000 Euro für Therapiekosten an rund 40 Missbrauchsopfer.
Nach Abschluss der staatsanwaltschaftlichen Ermittlungen wurde im März 2013 das Institut für Praxisforschung und Projektberatung München (IPP) mit der wissenschaftlichen Aufarbeitung der Fälle beauftragt.
Im September 2014 wurde im Durchgang von äußerem Stiftshof zum Gymnasium eine Gedenktafel mit folgender Inschrift angebracht: „Niemand soll traurig werden im Haus Gottes. (Regula Benedicti 31,19) / In Erinnerung an jene Schüler, die in Internat und Schule physische, psychische und sexuelle Gewalt erfahren haben. Ihr Leid ist uns Mahnung und Ansporn für die Zukunft.“
Auf der Website des Stiftsgymnasiums wird der Missbrauchsskandal heute (2021) mit folgenden Worten erwähnt: „In der zweiten Hälfte des 20. Jahrhunderts geschahen v. a. im Konvikt Fälle von sexuellem Missbrauch und von psychischer und physischer Gewalt an Schülern, die 2010 aufgedeckt wurden; in den Medien wurde ausführlich darüber berichtet. Der damalige Konviktsdirektor wurde gerichtlich für schuldig befunden und zu einer Gefängnisstrafe verurteilt.“ Ansonsten steht eine Psychotherapeutin als offizielle Ansprechperson und Beraterin („Social Coach“) bei Problemen und möglichen Gefährdungen verschiedener Art zur Verfügung. Unter den möglichen Problemsituationen wird auch „psychische, physische und sexuelle Gewalt“ genannt.

### Schulgemeinschaft
Pater Alfons Mandorfer wurde noch während der Ermittlungen im Mai 2010 aufgrund vereinsschädigenden Verhaltens aus dem Absolventenverband der Altkremsmünsterer ausgeschlossen.
Am 22. März 2012 veröffentlichte die damalige Schülervertretung des Stiftsgymnasiums eine Stellungnahme, in der sie ihre Situation nach Bekanntwerden der Missbrauchsfälle schilderte. Das ständige Aufgreifen der Thematik empfänden sie als Rufschädigung, so der Schul- und die Klassensprecher in dem Schreiben. Aufgrund der undifferenzierten Berichterstattung würden viele Menschen die Vergangenheit auf die Gegenwart beziehen. Diverse Beschreibungen seien „nicht der Realität entsprechend“.

## Ergebnisse der wissenschaftlichen Untersuchung
Der Abschlussbericht des zweijährigen Forschungsprojekts des IPP München  wurde am 27. März 2015 präsentiert.
Die Studienautoren unter der Leitung des Sozialwissenschaftlers Heiner Keupp kamen anhand der Befragungen von ehemaligen Schülern, Eltern und Erziehern zu folgender Schlussfolgerung:

„Kremsmünster hat über Jahrzehnte hinweg fahrlässig die ihm anvertrauten Schüler nicht ausreichend vor pädosexuellen Täter und gewaltaffinen Täter geschützt. Die vorhandenen Andeutungen und offenen Geheimnisse wurden nicht richtig gedeutet. Selbst aus den expliziten Aufdeckungen vor allem bei sexuellen Missbrauchshandlungen durch Patres wurden keine ausreichenden Konsequenzen gezogen, die Schüler nachhaltig vor pädosexuellen Tätern geschützt hätten. Das Internat bildete zudem keine ‚einbettende Kultur‘, in der Achtsamkeit und Selbstsorge gefördert wurden.“

Die Grundlage für die Forschungsarbeit war eine Fülle von unterschiedlichen Quellen belegter Fälle sexualisierter Gewalt sowie psychischer und physischer Misshandlung. Ausgangspunkt der Analysen waren insgesamt 302 Berichte von 94 Opfern bzw. Zeugen, in denen 24 Personen des Stifts beschuldigt werden, darunter 20 Patres sowie vier weltliche Lehrer. In den Einzelberichten wird die Tathäufigkeit mit bis zu 350 Einzelhandlungen beschrieben. Sexualisierte Gewalt wurde bei einem Drittel der berichteten Gewalthandlungen gefunden und diese Vorwürfe betreffen acht Patres. Die Berichte stammen aus allen analysierten Jahrzehnten nach 1945, wobei der jüngste in der Studie erfasste Bericht aus dem Jahr 2001 stammt.
Der mittlerweile rechtskräftig zu 12 Jahren Haft verurteilte ehemalige Konviktsdirektor August Mandorfer ist zwar jener Täter mit den meisten zugeschriebenen Berichten, bei 23 weiteren beschuldigten Personen kann man jedoch kaum von einem Alleintäter sprechen, denn zwei Drittel aller berichteten Gewalttaten wurden von diesen Personen begangen. Auch die immer wieder zu hörende Etikettierung „Einzeltäter“ trifft den Sachverhalt weder bei den sexualisierten noch bei den physischen Gewalttaten. Zwar lassen sich keine dokumentierten Absprachen oder Hinweise auf gemeinsame oder organisierte Gewaltaktionen mehrerer Patres finden, jedoch gibt es eine Gruppe von sieben Patres mit einer weit überdurchschnittlich langen Dienstzeit, die alle zur Gruppe der beschuldigten Täter gehören und zwischen 1970 und 1990 parallel ihren Dienst ausgeübt haben. Aus diesem Zeitraum wurden gehäuft Gewalttaten berichtet.
Zu allen Zeiten und von fast allen Interviewten wurde Kremsmünster als ein Ort mit einem hohen Maß an Strenge beschrieben, wo es keineswegs nur die damals üblichen, dem Zeitgeist geschuldeten körperlichen Strafen gegeben hat. Es gab auch eine Vielzahl von massiven körperlichen Misshandlungen und immer wieder auch sadistisch motivierte Aktionen. Dies gilt für die als Lehrer und Erzieher tätigen Patres, weltliche Lehrer und auch für die Gewalt unter Schülern. Es gab aber auch Schüler, die mit den gewaltaffinen oder grenzüberschreitenden Personen in einem geringen Ausmaß konfrontiert waren, beziehungsweise die nicht in deren jeweiliges Opferschema passten. Ebenso gab es auch Klassengemeinschaften, die durch ihr starkes Gemeinschaftsgefühl „gewaltpräventiv“ wirkten, viele dieser Schüler haben an ihre Zeit im Stift überwiegend positive Erinnerungen.
Die Gewalterfahrungen haben bei zahlreichen Opfern zu Beeinträchtigungen in ihrem weiteren Leben geführt. Diese betreffen kurzfristige Folgen wie massive Angst- und Schuldgefühle, erhöhte Wachsamkeit, Leistungsversagen oder Einnässen, wie auch langfristige Folgen wie etwa Autoaggression, selbstschädigendes Verhalten, Depressionen, Einschränkungen der Sexualität oder Alkoholprobleme. Am häufigsten werden soziale Probleme berichtet, die sich teilweise in ausgeprägten Beziehungsstörungen äußern. Die Existenz von andauernden psychischen Beeinträchtigungen einiger Betroffenen wurde auch durch ein im Rahmen der Strafprozesse beauftragtes psychiatrisches Gutachten von Dr. Heidi Kastner bestätigt.
Die Aufarbeitung des Klosters nach 2010 zeigt sowohl klare Willensbekundungen zur Aufarbeitung, Schuldeingeständnisse und Entschuldigungen, aber auch zahlreiche diffuse – als Rückzieher oder ambivalente Äußerungen gewertete – Reaktionen. Diese wurden von den Opfern teilweise als erneute Demütigung erlebt.